# Achim Tacke

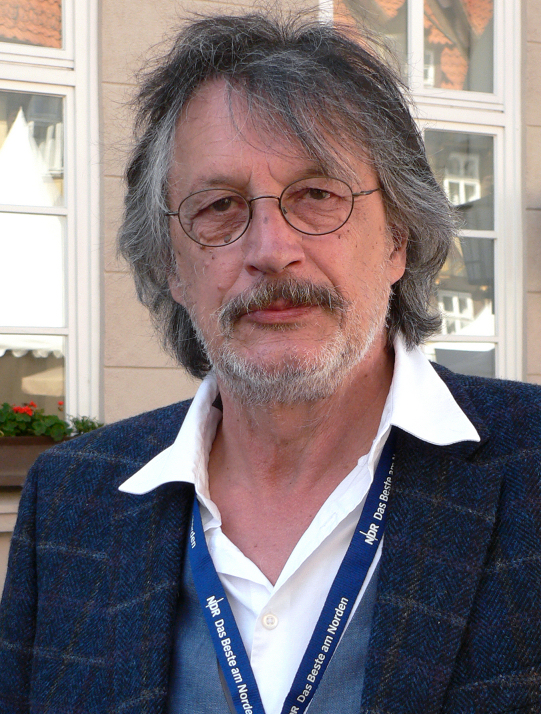
Achim Tacke, 2017

Achim Tacke (* 1953 in Goslar) ist ein deutscher Journalist.

## Werdegang
Der Sohn eines Landwirte-Ehepaares verbrachte seine Schulzeit in Düren. Im Jahre 1972 begann er in Kassel das Studium der Malerei sowie Film und Fernsehen. 1979 wurde er freier Journalist. Sein erster Film Alltag im Revier wurde für den WDR gedreht. Es folgten weitere Features. 1981 kam ein Dokumentarfilm über die Maibräuche in der Eifel hinzu (Jungfrauen zum ersten...).
Ein Jahr später zog Tacke nach Imperia in Ligurien, Italien, um. Ab 1983 arbeitete er für den NDR. Er produzierte eine dreiteilige Serie Zur Psychologie der.... Sein erster Film über Landschaften mit dem Titel Weiches Öl aus Dolcedo folgte 1986. Danach arbeitete er als freier Mitarbeiter in der Landwirtschaftsredaktion des Senders. 1988 zog er nach Hamburg. Features für die Serie Länder, Menschen, Abenteuer, Panorama und den Ratgeber Reise wurden anschließend produziert. Gemeinsam mit Ulrich Koglin produzierte er seit 1998 mehrere Folgen der NDR-Serie Landpartie – Im Norden unterwegs mit Heike Götz.
Tacke arbeitete auch für den SWF und ARTE.